# Ришард Капушћињски
Ришард Капушћињски (пољ. Ryszard Kapuściński; Пинск, 4. март 1932 - Варшава, 23. јануар 2007) био  је пољски књижевник, мислилац, песник, предавач фактографске књижевности на европским и америчким универзитетима. Сматра се једним од најбољих и најутицајнијих аутора репортаже и путописа у пољској и европској књижевности.
Студирао је историју на Варшавском универзитету и још тада почео да се бави новинарством. Године 1956. редакција часописа Штандар млодих послала га је на прво велико путовање у Индију, Авганистан и Пакистан. Пошто су се репортаже допале публици, у наредном периоду уследила су и многобројна путовања широм света. Био је једини пољски дописник из Африке у време њене деколонизације, а своје репортаже слао је и из Јужне Америке (где је боравио пет година) и Азије. У земљама Трећега света био је сведок двадесет седам револуција и државних удара, четири пута осуђен на смрт, често очевидац, а понекад и учесник догађаја у Азији и Африци – као 1975/76. у Анголи, где је као једини репортер обавештавао свет о рату за ослобођење ове земље.
Прву књигу Буш на пољски начин (Busz po polsku), циклус репортажа с пољском тематиком, објавио је 1962. Потом је објавио књигу репортажа о Африци Црне звезде (Czarne gwiazdy, 1963), а потом су уследиле књиге о Латинској Америци Зашто је погинуо Карл фон Шпрети? (Dlaczego zginął Karl von Spreti?, 1970), Христос с карабином на рамену (Chrystus z karabinem na ramieniu, 1975) и Фудбалски рат (Wojna futbolowa, 1978). О револуцији у Анголи писао је у књизи Још један дан живота (Jeszcze dzień życia, 1976), а о паду Хајла Селасија, последњег цара Етиопије, писао је у књизи Цар (Cesarz, 1978). Уследило је дело Шахиншах (Szachinszach, 1982) у коме је писао о Ирану, о обарању владе Мохамеда Резе Пахлавија и победе Исламске револуције којом је руководио ајатолах Хомеини. Године 1986. објавио је збирку песама Бележница (Notes), а одмах потом и шест књига кратких записа и рефлексија о животу Лапидариј (Lapidarium, 1990– 2007). По повратку из земаља бившег Совјетског Савеза написао је књигу Империја (Imperium, 1993). У следећој књизи, Ебановина (Heban, 1998), вратио се писању о афричким земљама. Књига Путовања с Херодотом (Podróże z Herodotem, 2004), представља  похвалу заслугама античког историчара и путника, али и аутопортрет самога Капушћињског. Последње две књиге, песме Закони природе (Prawa natury) и есеји/предавања Тај Други (Ten Inny), објављени су 2006.